# Examen proctologique
Un examen proctologique est un examen clinique de la région anale.
Cet examen peut être réalisé par tout médecin, notamment les médecins généralistes qui pratiquent fréquemment le toucher rectal. L'examen proctologique complet, avec anuscopie et rectoscopie est le plus souvent réalisé par un proctologue (médecins gastro-entérologues ou chirurgiens digestifs).
Il comprend :
- Un interrogatoire orienté sur la pathologie anale
- Un examen clinique simple avec inspection de la marge anale et toucher rectal
- Une anuscopie à l'aide d'un anuscope pour visualiser le canal anal et le bas rectum
- Une rectoscopie à l'aide d'un rectoscope souple ou rigide, pour visualiser l'ensemble du rectum et le début du côlon sigmoïde.

Cet examen peut être complété par une coloscopie totale si besoin.